# Leksikon hrvatskih književnika BiH od najstarijih vremena do danas
Leksikon hrvatskih književnika Bosne i Hercegovine od najstarijih vremena do danas leksikografsko je djelo hrvatskog književnika Mirka Marjanovića.

## Povijest
Književnost pisana hrvatskim jezikom na tlu BiH neodvojiva je sastavnica hrvatskog književno-povijesnog kruga i u tom je obuhvatu treba promišljati i proučavati, kao i stvaratelje te književnosti, od redovnika iz 14. stoljeća do suvremenih pisaca koji su rođeni ili stvaraju u BiH.
Leksikon je nastao kao dio projekta Hrvatska književnost Bosne i Hercegovine u 100 knjiga ogranka Matice hrvatske u Sarajevu. Prva inačica leksikona objavljena je u časopisu sarajevskog ogranka Matice hrvatske, Hrvatska misao godine 2000., a godine 2001. objavljen je kao knjiga.
Uređivačko vijeće leksikona čine Josip Baotić, Marko Dragić, Vlatko Filipović, Marko Karamatić, Veselko Koroman, Luka Markešić, Mirko Marjanović, Radovan Marušić, Šimun Musa, Mile Pešorda, Krešimir Šego, Franjo Topić, a glavni urednik je Mirko Marjanović. Zamjenik glavnog urednika je Mile Pešorda, a nakladnik HKD Napredak.

## Sadržaj
Leksikon donosi abecedni popis hrvatskih književnika iz Bosne i Hercegovine, te književnika iz Hrvatske koji su živjeli i stvarali u Bosni i Hercegovini. U leksikon su uvršteni autori s vlastitim književnim ostvarenjima, kao i oni čije knjige nisu objavljene kao samostalna djela, nego su dijelovi njihovog književnog rada objavljeni u pojedinim publikacijama. Iako je dan pregled pisaca iz BiH iz ranijih stoljeća, najveći broj zastupljenih književnika je iz dvadesetog stoljeća. Leksikon obuhvaća 501 životopis.

## Vanjske poveznice
Mrežna mjesta
- Leksikon hrvatskih književnika Bosne i Hercegovine od najstarijih vremena do danas  Arhivirana inačica izvorne stranice od 4. ožujka 2016. (Wayback Machine), Svjetlo Riječi, www.svjetlorijeci.ba
- Prvih deset knjiga iz Biblioteke "Hrvatska književnost Bosne i Hercegovine u 100 knjiga" predstavljeno u palači Matice hrvatske u Zagrebu, IKA, 2006.